# Bramka Hadamarda

Symbol bramki Hadamarda używany w obliczeniach kwantowych i na schematach obwodów kwantowych

Bramka Hadamarda (ozn. w skrócie symbolem H) – jednokubitowa bramka kwantowa, która przekształca qubity w stanach bazowych {\displaystyle |0\rangle } i {\displaystyle |1\rangle } na superpozycje tych stanów z równymi wagami; zwykle wybiera się tak fazę, że bramka ta w notacji Diraca ma postać:
{\displaystyle H={\frac {|0\rangle +|1\rangle }{\sqrt {2}}}\langle 0|+{\frac {|0\rangle -|1\rangle }{\sqrt {2}}}\langle 1|}
W reprezentacji macierzowej bramkę tą reprezentuje 2-wymiarowa macierz unitarna; w bazie wektorów {\displaystyle |0\rangle ,|1\rangle } macierz ta jest iloczynem {\displaystyle {\sqrt {2}}\,^{-1}} i macierzy Hadamarda:
{\displaystyle H={\frac {1}{\sqrt {2}}}{\begin{bmatrix}1&1\\1&-1\end{bmatrix}}}

## Działanie bramki Hadamarda
Działanie bramki Hadamarda H dla wektorów bazowych (stanów bazowych) {\displaystyle |0\rangle } oraz {\displaystyle |1\rangle } oblicza się, mnożąc macierz H przez wektory bazy, co daje wynik:
{\displaystyle H\,|0\rangle ={\frac {1}{\sqrt {2}}}{\Big (}|0\rangle +|1\rangle {\Big )},}
{\displaystyle H\,|1\rangle ={\frac {1}{\sqrt {2}}}{\Big (}|0\rangle -|1\rangle {\Big )}.}
Wektory {\displaystyle H|0\rangle ,H|1\rangle } stanowią bazę ortonormalną w przestrzeni stanów jednego kubitu, którą nazywa się bazą Hadamarda i oznacza symbolami {\displaystyle |+\rangle \equiv H|0\rangle ,} {\displaystyle |-\rangle \equiv H|1\rangle .}

## Odwracalność bramki Hadamarda
Bramka Hadamarda jak każda bramka kwantowa jest odwracalna: jej działanie prowadzi do pewnego stanu kwantowego to ponowne przejście tego stanu przez bramkę Hadamarda daje stan początkowy. Np.:
{\displaystyle H\,|0\rangle ={\frac {1}{\sqrt {2}}}|0\rangle +{\frac {1}{\sqrt {2}}}|1\rangle }
oraz
{\displaystyle H\left({\frac {1}{\sqrt {2}}}|0\rangle +{\frac {1}{\sqrt {2}}}|1\rangle \right)={\frac {1}{\sqrt {2}}}(H|0\rangle +H|1\rangle )={\frac {1}{\sqrt {2}}}\left({\frac {1}{\sqrt {2}}}{\Big (}|0\rangle +|1\rangle {\Big )}+{\frac {1}{\sqrt {2}}}{\Big (}|0\rangle -|1\rangle {\Big )}\right)={\frac {1}{2}}{\Big (}|0\rangle +|1\rangle +|0\rangle -|1\rangle {\Big )}=|0\rangle .}
Powyższą własność łatwo dowodzi się korzystając z postaci macierzowej bramki Hadamarda: podwójne zastosowanie tej bramki odpowiada mnożeniu macierzy bramki Hadamarda przez siebie, co daje macierz jednostkową:
{\displaystyle H\cdot H={\frac {1}{\sqrt {2}}}{\begin{bmatrix}1&1\\1&-1\end{bmatrix}}\cdot {\frac {1}{\sqrt {2}}}{\begin{bmatrix}1&1\\1&-1\end{bmatrix}}={\begin{bmatrix}1&0\\0&1\end{bmatrix}}}
Oznacza to, że działanie kolejnych dwóch bramek jest identycznością, a więc nie zmienia stanu, na który działa.

## Uniwersalność bramki Hadamarda
Bramka Hadamarda ma podstawowe znaczenie dla obliczeń kwantowych, jako jedna z tzw. uniwersalnych bramek kwantowych (wszystkie inne bramki kwantowe można zbudować z bramek zbioru uniwersalnych bramek kwantowych).